# نيقولاي مسقط
نيقولاي مسقط (بالإنجليزية: Nikolai Muscat)‏ هو لاعب كرة قدم مالطي في مركز الوسط، ولد في 13 يوليو 1996 في سان جوان ‏ في مالطا. لعب مع غزيرا يونايتد.

## وصلات خارجية
- نيقولاي مسقط على موقع الاتحاد الدولي (مؤرشف)  (الإنجليزية)
- نيقولاي مسقط على موقع الاتحاد الأوربي (الإنجليزية)
- نيقولاي مسقط على موقع قاعدة بيانات كرة القدم.إي يو (الإنجليزية)
- نيقولاي مسقط على موقع ناشيونال فوتبول تيمز (الإنجليزية)
- نيقولاي مسقط على موقع Soccerway.com (الإنجليزية)
- نيقولاي مسقط على موقع عالم كرة القدم.نت (الإنجليزية)